# Душан Којић Која
Душан Којић Која (Београд, 14. јун 1961) српски је рок музичар.
Активан је од 1979. године. Свирао је у групама Лимуново дрво, Шарло акробата и Дисциплина кичме.

## Биографија
Која се почетком 1980. прикључује групи Милана Младеновића „Лимуново дрво“. Након неколико промена поставе, састав се устаљује као трио (поред поменутих, ту је и бубњар Ивица Вдовић), а група мења назив у Шарло акробата. За загребачки Југотон у лето 1981. године објављују први и једини албум Бистрији или тупљи човек бива кад...
Након распада Шарла, Која оснива Дисциплину Кичме крајем 1981. године. Са Дисциплином наступа до 1991. године када се услед свеопштих дешавања у бившој Југославији сели у Лондон. Тамо је у почетку наступао по клубовима са нашим музичарима, а затим формира енглеску верзију Дисциплине, назвавши је Disciplin A Kitschme.
Почетком 2000-их враћа се у Србију, и поново формира нову поставу Дисциплине Кичме, са којом је наступао до 2019. године.
Средином 2019. године, Која је доживео мождани удар током боравка у Уједињеном Краљевству. Неколико месеци доцније, почетком 2020. године, познати рок музичари — Бајага и инструктори, Ју група, Чутура, Точак, Партибрејкерси и Straight Mickey and the Boyz - су приредили хуманитарни „Концерт за Коју”.

## Дискографија (Шарло акробата)

### Албуми
- Пакет аранжман (компилација, Југотон 1981.)
- Бистрији или тупљи човек бива кад... (Југотон, 1981)

## Дискографија (Дисциплина кичме)

### Албуми
- Свиђа ми се да ти не буде пријатно (Helidon, 1983)
- Сви за мном! (Helidon, 1986)
- Најлепши хитови! (ПГП РТБ, 1987) - Уживо
- Зелени Зуб на планети досаде (ПГП РТБ, 1989)
- Нова изненађења за нова поколења (ПГП РТБ, 1991)
- , 1996) - као лондонска
- , 1998) - као лондонска
- Ове руке нису мале 1... (Tom Tom Music, 1999)
- , 2001) - као лондонска
- Ове руке нису мале 2... (Tom Tom Music, 2004)
- Када кажеш музика, на шта тачно мислиш, реци ми? (ПГП РТС, 2007)
- Уф (ПГП РТС, 2011)
- Опет. (Mascom Records, 2015)

### EP (мини албуми)
- Ја имам шарене очи (Dokumentarna, 1985)
- Дечја песма (ПГП РТБ, 1987)
- , 1996) - као лондонска
- , 1997) - као лондонска
- Политичари + Вируси (Tom Tom Music, 2005)

### Синглови
- Бука у моди / Бука у моди (ремикс) (ПГП РТБ, 1990)
- Tata I Mama / Zeleni Zub (RTB 1989 - Promo)

## Остало
- Радио Вихор зове Анђелију (Авала филм, 1979) - учешће, као Шишко[3]
- Дечко који обећава (Авала филм, 1981) - учешће, као Пит
- Како је пропао рокенрол (ПГП РТБ, 1989) - учешће, као Која
- Пријатељство занат најстарији... [EP] (Битеф Театар, 1991) - као Која
- , 1999) - као
- Београдска превара! (Tom Tom Music, 2001) - учешће, као Која
- Као да је било некад...(посвећено Милану Младеновићу) (Circle Records, 2002) - учешће, као Црни Зуб

### Видео издања
- Уживо са EXITA 5! [] (ПГП РТС, 2006)